# Gliese 1
Gliese 1 – jedna z najbliższych Układowi Słonecznemu gwiazd, która zalicza się do czerwonych karłów. Znajduje się ona w gwiazdozbiorze Rzeźbiarza, w odległości ok. 14,23 lat świetlnych od Słońca. Jej jasność wizualna to 8,56m. Jest ona zatem słabo widoczna i można ją dostrzec dopiero po uzbrojeniu oka w lornetkę.

## Właściwości fizyczne
Gliese 1 należy do typu widmowego M1,5V (niektóre źródła podają do M3,0V) (zob. diagram Hertzsprunga-Russella). Temperatura powierzchni tego czerwonego karła sięga ok. 4000 K. Jego masa i promień są dużo mniejsze od wartości, jakie ma nasze Słońce.